# Alfred Rawlinson
Sir Alfred "Toby" Rawlinson (født 17. januar 1867 i London, død 1. juni 1934 i Clapham) var en britisk polospiller som deltog i OL 1900 i Paris.
Rawlinson blev olympisk mester i polo under OL 1900 i Paris. Han var med på holdet Foxhunters Hurlingham som vandt poloturneringen. Holdet bestod af spillere fra både Storbritannien og USA. De andre på holdet var John Beresford og Denis St. George Daly fra Storbritannien og Foxhall Parker Keene og Frank MacKey fra USA.